# Tłuste Wieś
Tłuste Wieś, Tłuste-Wieś (ukr. Товсте-Село) – dawniej samodzielna wieś, obecnie w granicach osiedla Tłuste na Ukrainie, w jego południowej części. Rozpościera się wzdłuż drogi wiejskiej między przelotową ulicą Ukraińską a rzeką Tupą po granice miasta w kierunku na Hołowczyńce.

## Historia
Tłuste Wieś to dawniej samodzielna wieś. W II Rzeczypospolitej stanowiła gminę jednostkową Tłuste Wieś w powiecie zaleszczyckim w województwie tarnopolskim.
1 sierpnia 1934 r. w ramach reformy na podstawie ustawy scaleniowej Tłuste Wieś stało się siedzibą nowej zbiorowej gminy Tłuste Wieś, gdzie we wrześniu 1934 utworzyło gromadę.
Podczas II wojny światowej Tłuste Wieś połączono z pozbawionym praw miejskich Tłustem w jedną miejscowość.
Po wojnie włączone w struktury ZSRR.